# Clément Lenglet
Clément Nicolas Laurent Lenglet (Beauvais, 17 giugno 1995) è un calciatore francese, difensore dell'Atletico Madrid.

## Caratteristiche tecniche
Di ruolo difensore centrale, è forte fisicamente, oltre che nel gioco aereo e negli anticipi. Dotato di buon senso della posizione, il suo piede preferito è il sinistro.

## Carriera

### Club

#### Esordi e Nancy
Si forma forma calcisticamente in tre società: AM.S. Montchevreuil, Chantilly e Nancy.
Esordisce nella prima squadra del Nancy il 27 settembre 2013, nella partita di Ligue 2 giocata contro l'Arles, subentrando a Rémi Walter al 32' minuto di gioco. Il 13 maggio 2016, al termine della stagione, conquista il titolo di Campione della Ligue 2. Viene inserito nella miglior formazione della seconda divisione, venendo premiato negli annuali Trophées UNFP du football dalla Union nationale des footballeurs professionnels, il sindacato francese dei calciatori. Il 14 agosto 2016 debutta in Ligue 1, nella partita interna persa per 3-0 contro il Lione. Durante i sette anni nelle file del Nancy colleziona in totale 86 presenze, comprese 77 gare di campionato, con 3 reti (2 in campionato).

#### Siviglia e Barcellona
Il 4 gennaio 2017 viene ceduto al Siviglia, dove firma un contratto con la società spagnola, sino al giugno 2021.
Dopo una stagione e mezza di alto profilo con la maglia andalusa (73 presenze e 4 reti), il 12 luglio 2018 passa al Barcellona, che si assicura le sue prestazioni per 35 milioni di euro. Esordisce con la maglia blaugrana il 12 agosto 2018 in occasione della Supercoppa di Spagna, vinta 2-1 proprio contro la sua ex squadra. Il 20 aprile 2019 segna il suo primo gol con il Barcellona, nella sfida casalinga di campionato contro la Real Sociedad vinta per 2-1. Con i catalani vince il campionato.

#### Tottenham, Aston Villa e Atletico Madrid
L'8 luglio 2022 viene ceduto al Tottenham con la formula del prestito. Segna la prima rete con gli Spurs nell'ultima gara della fase a gironi della UEFA Champions League 2023-2024, vinta per 2-1 contro l'Olympique Marsiglia, assicurando al Tottenham il primo posto nel girone e dando ai suoi la qualificazione agli ottavi di finale. Durante la sua permanenza nel club londinese, il francese si adatta piuttosto bene agli schemi di Antonio Conte, divenendo ben presto un punto fermo dell'undici titolare, ma, a dispetto delle intenzioni iniziali, nell'estate del 2023 il giocatore non viene riscattato dal club londinese e torna in Catalogna.
Il 1º settembre 2023 viene prelevato dall'Aston Villa in prestito con diritto di riscatto. Conclude la sua esperienza con i Villans dopo 25 presenze.
Fatto ritorno al Barcellona, il 24 agosto 2024 viene ceduto nuovamente in prestito fino al termine della stagione, questa volta in Spagna, all'Atlético Madrid.

### Nazionale
Compie l'intera trafila delle nazionali giovanili francesi, dall'Under-16 sino all'Under-21.
Convocato dal CT Deschamps in nazionale maggiore per le partite del giugno 2019 contro Bolivia (amichevole), Turchia e Andorra (valide per le qualificazioni al campionato d'Europa 2020), debutta sul campo di Andorra l'11 giugno giocando l'intera partita, vinta per 4-0 dai francesi. Sempre contro Andorra realizza la sua prima rete in nazionale il 10 settembre 2019, nella vittoria della Francia per 3-0.
Nel 2021 viene convocato per il campionato d'Europa 2020, dove gioca l'ottavo di finale, perso a Bucarest in seguito ai tiri di rigore, contro la Svizzera.
Il 21 maggio 2025, 4 anni dopo l'ultima volta, viene convocato per la fase finale della UEFA Nations League 2024-25, giocando la semifinale persa contro la Spagna per 5 a 4.

## Statistiche

### Presenze e reti nei club
Statistiche aggiornate al 26 marzo 2025.
| Stagione          | Squadra           | Campionato        | Campionato | Campionato | Coppe nazionali | Coppe nazionali | Coppe nazionali | Coppe continentali | Coppe continentali | Coppe continentali | Altre coppe | Altre coppe | Altre coppe | Totale | Totale |
| Stagione          | Squadra           | Comp              | Pres       | Reti       | Comp            | Pres            | Reti            | Comp               | Pres               | Reti               | Comp        | Pres        | Reti        | Pres   | Reti   |
| ----------------- | ----------------- | ----------------- | ---------- | ---------- | --------------- | --------------- | --------------- | ------------------ | ------------------ | ------------------ | ----------- | ----------- | ----------- | ------ | ------ |
| 2011-2012         | Nancy 2           | CFA 2             | 1          | 0          | -               | -               | -               | -                  | -                  | -                  | -           | -           | -           | 1      | 0      |
| 2012-2013         | Nancy 2           | CFA2              | 9          | 1          | -               | -               | -               | -                  | -                  | -                  | -           | -           | -           | 9      | 1      |
| 2013-2014         | Nancy 2           | CF2               | 18         | 4          | -               | -               | -               | -                  | -                  | -                  | -           | -           | -           | 18     | 4      |
| 2014-2015         | Nancy 2           | CF2               | 5          | 1          | -               | -               | -               | -                  | -                  | -                  | -           | -           | -           | 5      | 1      |
| Totale Nancy 2    | Totale Nancy 2    | Totale Nancy 2    | 33         | 6          |                 |                 |                 |                    |                    |                    |             |             |             | 33     | 6      |
| 2013-2014         | Nancy             | L2                | 3          | 0          | CF+CdL          | 0+0             | 0               | -                  | -                  | -                  | -           | -           | -           | 3      | 0      |
| 2014-2015         | Nancy             | L2                | 22         | 0          | CF+CdL          | 2+1             | 0               | -                  | -                  | -                  | -           | -           | -           | 25     | 1      |
| 2015-2016         | Nancy             | L2                | 34         | 2          | CF+CdL          | 0+1             | 0               | -                  | -                  | -                  | -           | -           | -           | 35     | 2      |
| 2016-gen. 2017    | Nancy             | L1                | 18         | 0          | CF+CdL          | 0+2             | 0               | -                  | -                  | -                  | -           | -           | -           | 20     | 0      |
| Totale Nancy      | Totale Nancy      | Totale Nancy      | 77         | 2          |                 | 6               | 0               |                    | -                  | -                  |             | -           | -           | 83     | 2      |
| gen.-giu. 2017    | Siviglia          | PD                | 17         | 0          | CR              | 1               | 0               | UCL                | 1                  | 0                  | -           | -           | -           | 19     | 0      |
| 2017-2018         | Siviglia          | PD                | 35         | 3          | CR              | 8               | 0               | UCL                | 11                 | 1                  | -           | -           | -           | 54     | 4      |
| Totale Siviglia   | Totale Siviglia   | Totale Siviglia   | 52         | 3          |                 | 9               | 0               |                    | 12                 | 1                  |             | -           | -           | 73     | 4      |
| 2018-2019         | Barcellona        | PD                | 23         | 1          | CR              | 9               | 1               | UCL                | 12                 | 0                  | SS          | 1           | 0           | 45     | 2      |
| 2019-2020         | Barcellona        | PD                | 28         | 2          | CR              | 3               | 1               | UCL                | 9                  | 1                  | SS          | 0           | 0           | 40     | 4      |
| 2020-2021         | Barcellona        | PD                | 33         | 1          | CR              | 5               | 0               | UCL                | 8                  | 0                  | SS          | 0           | 0           | 46     | 1      |
| 2021-2022         | Barcellona        | PD                | 8          | 0          | CR              | 0               | 0               | UCL+UEL            | 4+2                | 0+0                | SS          | 2           | 0           | 16     | 0      |
| Totale Barcellona | Totale Barcellona | Totale Barcellona | 92         | 4          |                 | 17              | 2               |                    | 35                 | 1                  |             | 3           | 0           | 147    | 7      |
| 2022-2023         | Tottenham         | PL                | 26         | 0          | FACup+CdL       | 1+1             | 0               | UCL                | 7                  | 1                  | -           | -           | -           | 35     | 1      |
| 2023-2024         | Aston Villa       | PL                | 14         | 0          | FACup+CdL       | 3+0             | 0               | UECL               | 8                  | 0                  | -           | -           | -           | 25     | 0      |
| 2024-2025         | Atlético Madrid   | PD                | 23         | 2          | CR              | 3               | 1               | UCL                | 7                  | 0                  | Cmc         | -           | -           | 33     | 3      |
| Totale carriera   | Totale carriera   | Totale carriera   | 317        | 17         |                 | 40              | 3               |                    | 69                 | 3                  |             | 3           | 0           | 429    | 23     |

### Cronologia presenze e reti in nazionale
| Cronologia completa delle presenze e delle reti in nazionale ― Francia | Cronologia completa delle presenze e delle reti in nazionale ― Francia | Cronologia completa delle presenze e delle reti in nazionale ― Francia | Cronologia completa delle presenze e delle reti in nazionale ― Francia | Cronologia completa delle presenze e delle reti in nazionale ― Francia | Cronologia completa delle presenze e delle reti in nazionale ― Francia | Cronologia completa delle presenze e delle reti in nazionale ― Francia | Cronologia completa delle presenze e delle reti in nazionale ― Francia |
| Data                                                                   | Città                                                                  | In casa                                                                | Risultato                                                              | Ospiti                                                                 | Competizione                                                           | Reti                                                                   | Note                                                                   |
| ---------------------------------------------------------------------- | ---------------------------------------------------------------------- | ---------------------------------------------------------------------- | ---------------------------------------------------------------------- | ---------------------------------------------------------------------- | ---------------------------------------------------------------------- | ---------------------------------------------------------------------- | ---------------------------------------------------------------------- |
| 11-6-2019                                                              | Andorra la Vella                                                       | Andorra                                                                | 0 – 4                                                                  | Francia                                                                | Qual. Euro 2020                                                        | -                                                                      |                                                                        |
| 7-9-2019                                                               | Saint-Denis                                                            | Francia                                                                | 4 – 1                                                                  | Albania                                                                | Qual. Euro 2020                                                        | -                                                                      |                                                                        |
| 10-9-2019                                                              | Saint-Denis                                                            | Francia                                                                | 3 – 0                                                                  | Andorra                                                                | Qual. Euro 2020                                                        | 1                                                                      |                                                                        |
| 11-10-2019                                                             | Reykjavík                                                              | Islanda                                                                | 0 – 1                                                                  | Francia                                                                | Qual. Euro 2020                                                        | -                                                                      |                                                                        |
| 14-10-2019                                                             | Saint-Denis                                                            | Francia                                                                | 1 – 1                                                                  | Turchia                                                                | Qual. Euro 2020                                                        | -                                                                      |                                                                        |
| 14-11-2019                                                             | Saint-Denis                                                            | Francia                                                                | 2 – 1                                                                  | Moldavia                                                               | Qual. Euro 2020                                                        | -                                                                      |                                                                        |
| 17-11-2019                                                             | Tirana                                                                 | Albania                                                                | 0 – 2                                                                  | Francia                                                                | Qual. Euro 2020                                                        | -                                                                      | 26’                                                                    |
| 8-9-2020                                                               | Saint-Denis                                                            | Francia                                                                | 4 – 2                                                                  | Croazia                                                                | UEFA Nations League 2020-2021 - 1º turno                               | -                                                                      | 38’                                                                    |
| 7-10-2020                                                              | Saint-Denis                                                            | Francia                                                                | 7 – 1                                                                  | Ucraina                                                                | Amichevole                                                             | -                                                                      |                                                                        |
| 14-10-2020                                                             | Zagabria                                                               | Croazia                                                                | 1 – 2                                                                  | Francia                                                                | UEFA Nations League 2020-2021 - 1º turno                               | -                                                                      |                                                                        |
| 11-11-2020                                                             | Saint-Denis                                                            | Francia                                                                | 0 – 2                                                                  | Finlandia                                                              | Amichevole                                                             | -                                                                      | 80’                                                                    |
| 28-3-2021                                                              | Astana                                                                 | Kazakistan                                                             | 0 – 2                                                                  | Francia                                                                | Qual. Mondiali 2022                                                    | -                                                                      |                                                                        |
| 28-6-2021                                                              | Bucarest                                                               | Francia                                                                | 3 – 3 dts (4 – 5 dtr)                                                  | Svizzera                                                               | Euro 2020 - Ottavi di finale                                           | -                                                                      | 46’                                                                    |
| 7-9-2021                                                               | Décines-Charpieu                                                       | Francia                                                                | 2 – 0                                                                  | Finlandia                                                              | Qual. Mondiali 2022                                                    | -                                                                      | 90’                                                                    |
| 13-11-2021                                                             | Parigi                                                                 | Francia                                                                | 8 – 0                                                                  | Kazakistan                                                             | Qual. Mondiali 2022                                                    | -                                                                      | 79’                                                                    |
| 5-6-2025                                                               | Stoccarda                                                              | Spagna                                                                 | 5 – 4                                                                  | Francia                                                                | UEFA Nations League 2024-2025 - Semifinale                             | -                                                                      | 72’                                                                    |
| Totale                                                                 |                                                                        | Presenze                                                               | 16                                                                     |                                                                        | Reti                                                                   | 1                                                                      |                                                                        |

| Cronologia completa delle presenze e delle reti in nazionale ― Francia under 21 | Cronologia completa delle presenze e delle reti in nazionale ― Francia under 21 | Cronologia completa delle presenze e delle reti in nazionale ― Francia under 21 | Cronologia completa delle presenze e delle reti in nazionale ― Francia under 21 | Cronologia completa delle presenze e delle reti in nazionale ― Francia under 21 | Cronologia completa delle presenze e delle reti in nazionale ― Francia under 21 | Cronologia completa delle presenze e delle reti in nazionale ― Francia under 21 | Cronologia completa delle presenze e delle reti in nazionale ― Francia under 21 |
| Data                                                                            | Città                                                                           | In casa                                                                         | Risultato                                                                       | Ospiti                                                                          | Competizione                                                                    | Reti                                                                            | Note                                                                            |
| ------------------------------------------------------------------------------- | ------------------------------------------------------------------------------- | ------------------------------------------------------------------------------- | ------------------------------------------------------------------------------- | ------------------------------------------------------------------------------- | ------------------------------------------------------------------------------- | ------------------------------------------------------------------------------- | ------------------------------------------------------------------------------- |
| 25-3-2015                                                                       | Valenciennes                                                                    | Francia under 21                                                                | 6 – 0                                                                           | Estonia under 21                                                                | Amichevole                                                                      | -                                                                               | 71’                                                                             |
| 30-3-2015                                                                       | Sedan                                                                           | Francia under 21                                                                | 4 – 1                                                                           | Paesi Bassi under 21                                                            | Amichevole                                                                      | -                                                                               | 87’                                                                             |
| 11-6-2015                                                                       | Gueugnon                                                                        | Francia under 21                                                                | 1 – 1                                                                           | Corea del Sud under 21                                                          | Amichevole                                                                      | -                                                                               |                                                                                 |
| 12-11-2015                                                                      | Guingamp                                                                        | Francia under 21                                                                | 1 – 0                                                                           | Irlanda del Nord under 21                                                       | Qual. Europeo Under-21 2017                                                     | -                                                                               | 72’                                                                             |
| 15-11-2015                                                                      | Skopje                                                                          | Macedonia under 21                                                              | 2 – 2                                                                           | Francia under 21                                                                | Qual. Europeo Under-21 2017                                                     | -                                                                               | 62’                                                                             |
| 24-3-2016                                                                       | Angers                                                                          | Francia under 21                                                                | 2 – 0                                                                           | Scozia under 21                                                                 | Qual. Europeo Under-21 2017                                                     | -                                                                               | 59’                                                                             |
| 2-6-2016                                                                        | Venezia                                                                         | Italia under 21                                                                 | 0 – 1                                                                           | Francia under 21                                                                | Amichevole                                                                      | -                                                                               | 64’                                                                             |
| 6-10-2016                                                                       | Le Havre                                                                        | Francia under 21                                                                | 5 – 1                                                                           | Georgia under 21                                                                | Amichevole                                                                      | -                                                                               | 71’                                                                             |
| 11-10-2016                                                                      | Belfast                                                                         | Irlanda del Nord under 21                                                       | 0 – 3                                                                           | Francia under 21                                                                | Qual. Europeo Under-21 2017                                                     | -                                                                               | 38’                                                                             |
| 10-11-2016                                                                      | Beauvais                                                                        | Francia under 21                                                                | 5 – 1                                                                           | Costa d'Avorio under 21                                                         | Amichevole                                                                      | -                                                                               | 80’                                                                             |
| Totale                                                                          |                                                                                 | Presenze                                                                        | 10                                                                              |                                                                                 | Reti                                                                            | 0                                                                               |                                                                                 |

## Palmarès

### Club

#### Competizioni nazionali
- Campionato francese di seconda divisione: 1

Nancy: 2015-2016
- Supercoppa di Spagna: 1

Barcellona: 2018
- Campionato spagnolo: 1

Barcellona: 2018-2019
- Coppa di Spagna: 1

Barcellona: 2020-2021

### Individuale
- Trophées UNFP du football: 1

Squadra ideale della Ligue 2: 2016